# Эльсниц (Рудные горы)
Эльсниц (нем. Oelsnitz/Erzgeb., в.-луж. Wolešnica) — город в Германии, в земле Саксония. Подчинён административному округу Кемниц. Входит в состав района Рудные Горы.  Население составляет 11897 человек (на 31 декабря 2010 года). Занимает площадь 26,28 км². Официальный код  —  14 1 88 220.
Город подразделяется на 5 городских районов.